# Thecospondylus
Genre
Espèce
Thecospondylus est un genre nomen dubium de dinosaures théropodes du Crétacé inférieur retrouvé en Angleterre.
L'holotype, BMNH R.291, a été trouvé dans une strate des Hastings Sand datée du Valanginien au Hauterivien.

## Histoire
Au cours du XIXe siècle, le géologue amateur A. C. Horner acquiert un fossile retrouvé dans une carrière de Southborough (Kent). Il envoie ce dernier au paléontologue Harry Govier Seeley, qui nomme et décrit l'espèce-type Thecospondylus Horneri en 1882. Le nom du genre est tiré du grec ancien theke (« gaine ») et spondylos (« vertèbre »). Le nom spécifique est donné en l'honneur de Horner.
En 1888, Seeley associe une deuxième espèce au genre, T. daviesi, mais cette dernière est classée dans son propre genre Thecocoelurus en 1926 par Friedrich von Huene.